# Schülldorf
Schülldorf település Németországban, Schleswig-Holstein tartományban. Lakosainak száma 746 fő (2023. december 31.).

## Népesség
A település népességének változása:
| Lakosok száma | 423  | 769  | 766  | 746  | 744  | 746  |
|               | 1975 | 2017 | 2019 | 2021 | 2022 | 2023 |